# Kapellen, Belgien
Kapellen (nederländskt uttal: [kɑˈpɛlə(n)]) är en kommun i provinsen Antwerpen i regionen Flandern i Belgien. Kommunen har cirka 26 981 invånare (2020).